# Museu Nacional da Ciência e Tecnologia
Museu Nacional da Ciência e Tecnologia (em castelhano: Museo Nacional de Ciencia y Tecnología) ou MUNCYT é um museu dependente da Secretaria de Estado para a Investigação, Desenvolvimento e Inovação do Ministério de Economia e Competitividade, gerido pela Fundação Espanhola para a Ciência e Tecnologia (FECYT) e dirigido por Ramón Núñez Centella. O museu tem duas sedes, uma em Corunha e outra em Alcobendas, perto de Madrid.

## Conteúdo
No museu estão expostas várias partes da história da tecnologia, da Espanha e da Galiza, entre os quais estão alguns relacionados com a cidade da Corunha, assim como o anterior, lanterna da Torre de Hércules, que decorreu entre 1857 e 1904. Você também pode ver e visitar a cabine do avião que o levou para a Espanha, a Guernica de Picasso, de Nova York, uma pequena exposição sobre a história da tecnologia na Espanha, as iniciativas na área industrial e a evolução dos meios de comunicação, escrita e computador.
Há visitas guiadas e exibições.

## História da sede da Corunha
O Museu foi inaugurado a 4 de maio de 2012 pelos Príncipes das Astúrias, apesar de não ser aberta ao público até o mês de junho.
O prédio havia sido construído pelo conselho Provincial da Corunha e estava indo para ser uma escola de artes. O prédio, chamado de o "Prisma de cristal", desenhado por aceboXalonso Studio, , ganhou o primeiro prêmio do IX espanhol Bienal, mostra de Arquitetura e Urbanismo e foi tirada, com pequenas modificações, na sede da MUNCET. É um edifício de betão e vidro, com dois andares aberto e comunicado aos vários níveis. O modelo do edifício tem no MoMA de Nova York como um dos melhores projetos de arquitetura atual.
Seu diretor, Rámon Núñez, foi diretor dos museus de corunha (Casa das Ciências, Domus e o Aquarium Finisterrae), cargo que deixou para colocar em funcionamento este novo museu na cidade. Esperança de chegar a 200 000 visitantes por ano.
Em novembro de 2012, o museu chegou ao 50 000.º visitante com um grupo de alunos.

### Instalações
- Os quartos
  - Sala De Mistura
  - Quarto Em Maiúsculas
  - Sala De Património
  - Quarto, o espanhol Inovação
  - Quarto Iberia
  - O século xx
  - Exposições Interinas